# The Last Garrison
The Last Garrison è un singolo del gruppo musicale britannico Enter Shikari, il primo estratto dal loro quarto album in studio, The Mindsweep, del 2015.
Il brano ha debuttato in radio il 20 ottobre 2014 su BBC Radio 1, mandato in onda da Zane Lowe. È stato successivamente reso disponibile per il download su iTunes e per lo streaming su Spotify.

## Descrizione
Il brano è stato definito come un mix tra lo stile degli album della band Common Dreads e A Flash Flood of Colour, con sonorità che oscillano tra post-hardcore, rock, elettronica (principalmente drum and bass) e pop. Alcuni critici hanno plausato tale combinazione ritenendola interessante e orecchiabile, mentre altri hanno bocciato l'idea, ritenendola troppo confusionaria.
Secondo il cantante Rou Reynolds, autore del testo, la canzone parla del successo che rappresenta il solo essere vivi dopo tutto ciò che si è passato nella propria esistenza, e di essere sempre grati di poter "inalare aria, di assistere alla bellezza del nostro pianeta e di ascoltare le meraviglie del ritmo e dell'armonia [...] in un così relativamente piccolo spazio di tempo". Sempre Reynolds ha ammesso che è stata "un'autentica guerra" scegliere se inserire il brano nella lista tracce definitiva di The Mindsweep oppure scartarla.
Un remix ufficiale, a opera del DJ britannico S.P.Y, è stato pubblicato nell'album di remix The Mindsweep: Hospitalised.

## Video musicale
Il video ufficiale del brano è stato diretto e montato da Oleg Rooz ed è stato pubblicato l'11 novembre 2014.

## Tracce
Testi di Rou Reynolds, musiche degli Enter Shikari.
CD
1. The Last Garrison (Radio Edit) (Clean) – 3:17
2. The Last Garrison – 3:42

Download digitale
1. The Last Garrison – 3:42

## Formazione
- Rou Reynolds – voce, tastiera, sintetizzatore, programmazione
- Rory Clewlow – chitarra, voce secondaria
- Chris Batten – basso, voce
- Rob Rolfe – batteria, percussioni, cori

## Classifiche
| Classifica (2014)          | Posizione massima |
| -------------------------- | ----------------- |
| Regno Unito (rock & metal) | 9                 |
| Regno Unito (independent)  | 21                |